# Glo
Glo es el tercer álbum de estudio de la banda de rock Delirious? Fue lanzado en el año 2000 solo un año después de su álbum anterior Mezzamorphis. Es uno de los discos más emblemáticos de la banda y se caracteriza por mantener un sonido electrónico similar al de Mezzamorphis.
Fue considerado por Amazon.com como el mejor álbum cristiano del año 2000 comentando: "El 2000 fue un año sublime para los amantes de la música cristiana... nuestra lista refleja el enorme crecimiento de la adoración basada en la corriente principal pop y el talento impresionante de la música cristiana contemporánea" y agregó "Glo es nada más y menos que una representación perfecta de la expresión de la adoración del nuevo milenio".

## Grabación y producción
La grabación del álbum tuvo lugar en un estudio de Londres el 11 de mayo de 2000. Fue producido por Tedd T quien ya había producido el disco anterior de la banda. Como aporte adicional alrededor de 100 fanes fueron invitados a la sesión de coros de algunas de las canciones incluyendo "Awaken the Dawn", "My Glorious", "God You Are My God" y "The Years Go By". 

## Lista de canciones
1. «God You Are My God»
2. «Glo in the Dark (Pt. 1)»
3. «God's Romance»
4. «Investigate»
5. «Glo in the Dark (Pt. 2)»
6. «What Would I Have Done?»
7. «My Glorious»
8. «Everything»
9. «Hang on to You»
10. «Intimate Stranger»
11. «Awake the Dawn»
12. «Glo in the Dark (Pt. 3)»
13. «The Years Go By»
14. «Jesus' Blood»
15. «Glo in the Dark (Pt. 4)»

### Posicionamiento
| Año  | Listas                     | Posición |
| ---- | -------------------------- | -------- |
| 2000 | Billboard Christian Albums | 13       |
| 2000 | Top Heatseekers            | 12       |